# Уваров, Иван Матвеевич
Ива́н Матве́евич Ува́ров (1923 — 1990) — советский военнослужащий, старшина, командир отделения разведчиков 497-го миномётного полка, 172-й стрелковой дивизии, 13-й армии, 1-го Украинского фронта. Полный кавалер Ордена Славы.

## Биография
Родился 23 января 1923 года в селе Безлепкино,  Курской губернии в крестьянской семье. После получения начального образования работал в колхозе.
С 1941 года призван в ряды РККА. С 1942 года значился пропавшим без вести, в 1943 году освобождён советскими  наступавшими частями 38-й армии. С 1943 года — разведчик-наблюдатель и командир отделения разведчиков 497-го миномётного полка, 172-й стрелковой дивизии, 13-й армии, воевал на 1-м Украинском фронте.
16 августа 1944 года разведчик-наблюдатель рядовой И. М. Уваров в составе передового отряда форсировал реку Висла близ города Сандомир и в течение суток передавал ценные сведения о наличии живой силы и боевой техники противника. Благодаря его умелой корректировке огня миномётчики нанесли врагу урон: поразили несколько десятков гитлеровцев и пять пулемётных точек, подбили бронетранспортёр и противотанковое орудие. За это 10 сентября 1944 года Указом Президиума Верховного Совета СССР И. М. Уваров был награждён  Орденом Славы 3-й степени.
С 10 по 12 февраля 1945 года ефрейтор И. М. Уваров отличился в наступательных боях под городом Бунцлау, И. М. Уваров во главе группы разведчиков осуществлял инженерную разведку в тылу противника, во время вынужденной схватки уничтожил до десяти вражеских солдат, а пять взял в плен. По его целеуказаниям были подавлены миномётная батарея и четыре дзота врага.  27 марта 1945 года Указом Президиума Верховного Совета СССР И. М. Уваров был награждён Орденом Славы 2-й степени.
16 апреля 1945 года командир разведывательного отделения сержант И. М. Уваров в бою за населённый пункт Грос-Крауша, выдвинувшись на передовые рубежи, корректировал огонь миномётной батареи. По его целеуказаниям было разбито около десяти пулемётных гнёзд, разрушено пять блиндажей, выведено из строя штурмовое орудие. При отражении контратак у города Ниски из захваченного у врага пулемёта уничтожил свыше десяти солдат и офицеров. 27 июня 1945 года Указом Президиума Верховного Совета СССР И. М. Уваров был награждён Орденом Славы 1-й степени.
В 1945 году  старшина И. М. Уваров был демобилизован из Советской армии, работал бригадиром и плавильщиком на заводе ферросплавов в городе Стаханове.  Умер 4 августа 1990 года в Стаханове.

## Награды
- Орден Славы I степени (1945)
- Орден Славы II степени (1944)
- Орден Славы III степени (1944)
- Орден Отечественной войны I степени (1985)